# 베시예곤스크

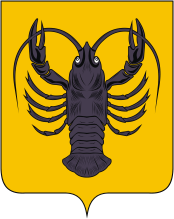
시 문장

베시예곤스크(러시아어: Весьего́нск)는 러시아 트베리주 북동부에 위치한 도시로, 인구는 8,662명(2002년 기준)이다. 몰로가 강과 접하며 트베리(트베리 주의 주도)에서 북동쪽으로 250km 정도 떨어진 곳에 위치한다.
1564년에 건설되었고 1776년 시로 승격되었다.